# Leon Goldsobel

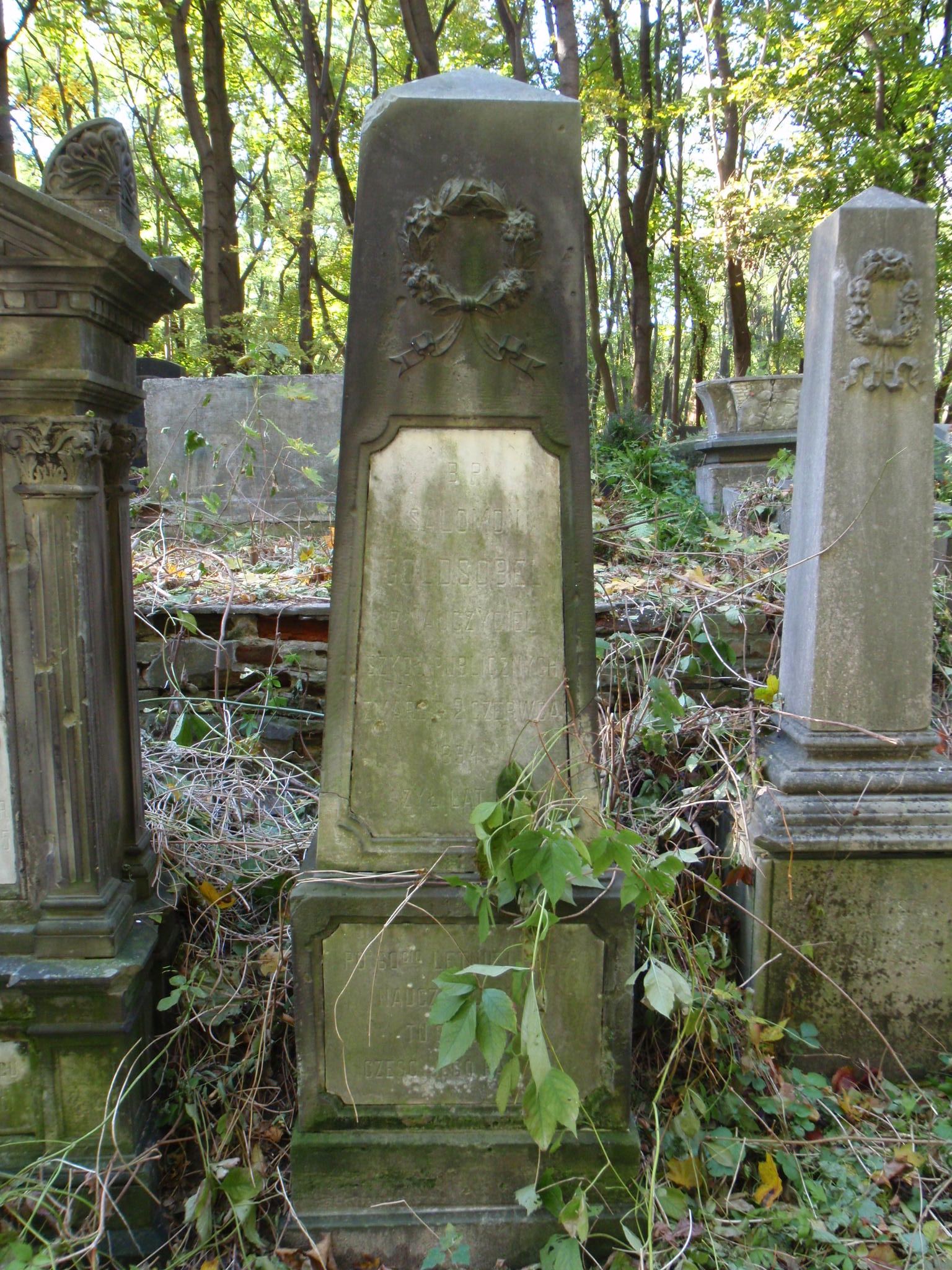
Grób Salomona Goldsobla, ojca Leona, na cmentarzu żydowskim w Warszawie

Leon Lejzor Goldsobel (ur. 14 lutego 1837 w Warszawie, zm. 12 września 1925 w Warszawie) – polski lekarz psychiatra żydowskiego pochodzenia.

## Życiorys

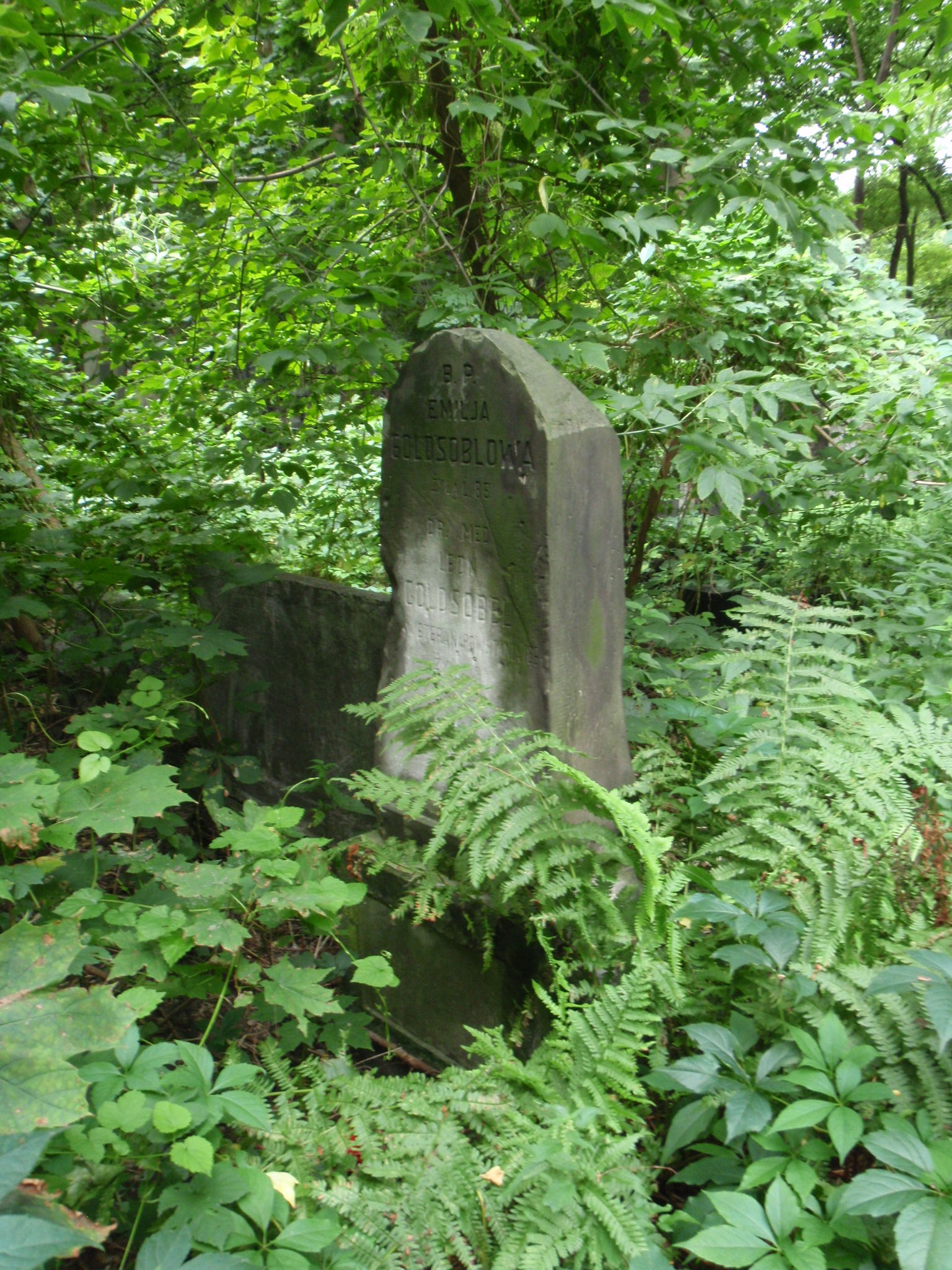
Grób Leona i Emilii Goldsoblów na cmentarzu żydowskim w Warszawie

Urodził się w rodzinie o silnych polskich tradycjach patriotycznych. Jego dziadek służył w Legionach Dąbrowskiego, zaś ojciec Salomon (1813–1894) był nauczycielem w Warszawskiej Szkole Rabinów. Miał trzech braci – Markusa (powstańca styczniowego, zesłańca, lekarza wojskowego, osiadłego w Łodzi, zm. 1908), Zygmunta (powstańca styczniowego, zesłańca, kolejarza osiadłego w Czelabińsku, powieszonego za sabotaż wojskowych transportów kolejowych z polskimi żołnierzami w czasie wojny rosyjsko-japońskiej) i Maksymiliana (powstańca styczniowego, osiadłego w Kaliszu, zm. 1932). Jego ojciec i dziadek byli nauczycielami języka polskiego w szkołach publicznych. Uczył się w gimnazjum realnym w Warszawie, następnie w szkole felczerskiej. W latach wojny krymskiej praktykował w Szpitalu Ujazdowskim i został pomocnikiem naczelnego lekarza. W 1858 ukończył z wyróżnieniem Szkołę Weterynaryjną w Warszawie, potem uczył się w Akademii Medyko-Chirurgicznej. W 1861 został aresztowany za działalność narodowościową i skazany na katorgę w Orenburgu, zamienioną na więzienie w Zamościu. Po kilku miesiącach powrócił i w 1863 ukończył studia. Na podstawie wyników konkursu został ordynatorem oddziału obłąkanych Szpitala Starozakonnych w Warszawie, kierował nim od 1866 do 1907 roku.
Z małżeństwa z Emilią z Kempińskich primo voto Landau (zm. 1931) miał dwóch synów, chemika i lekarza, którzy zmarli przed nim. Pochowany jest na cmentarzu żydowskim przy ulicy Okopowej w Warszawie (kwatera 24, rząd 2).